# شهرستان کهنه‌گرگانج
شهرستان کهنه‌گرگانج (به ترکمنی: Köneürgenç etraby، کؤنه‌‌اوٚرگنچ اطرابیٛ) یک شهرستان در ترکمنستان است که در استان داش‌اغوز واقع شده‌است.

## تقسیمات اداری
شهرستان کهنه‌گرگانج شامل یک شهر، یک شهرک، و پانزده شورای روستایی می‌باشد.
- شهرها (şäherler / شأهرلر)
  - کهنه‌گرگانج (Köneürgenç / کؤنه‌‌اوٚرگنچ)

- شهرک‌ها (şäherçeler / شأهرچه‌لر)
  - برکت (Bereket / برکت)

- شوراهای روستایی (oba geňeşlikleri / اوْبا گنگشلیکلری)
  - آبادان (Abadan  / آبادان)
    - باینور‌اوی (Baýnuroý / باینوُر‌اوْی)
    - برکت (Bereket / برکت)
    - دوستلوق (Dostluk / دوْستلوُق) ‌
    - یدی‌قره (Ýedigara / یدی‌قارا)

  - آق‌دریا (Akderýa / آق‌دریا)
    - آق‌دریا (Akderýa / آق‌دریا)
    - امین‌قلعه (Emingala / امین‌قالا)
    - باقی‌یاپ (Bakyýap / باقیٛ‌یاپ)
    - تازه‌بیرلشیک (Täzebirleşik / تأزه‌بیرلشیک)
    - تامدیرلی‌بوز (Tamdyrlyboz / تامدیٛرلیٛ‌بوْز)
    - ‌ خلق‌بردی (Halykberdi / حالیٛق‌بردی)

  - ازبرکول (Ezberköl / ازبرکؤل)
    - ازبرکول (Ezberköl / ازبرکؤل)
    - کورقلعه (Körgala / کؤرقالا)

  - آق‌قلعه (Akgala / آق‌قالا)
    - آق‌قلعه (Akgala / آق‌قالا)
    - اویغوریر (Uýgurýer / اوُیغوُریر)
    - جلال‌الدین (Jelaleddin / جلال‌الدین)
    - خوارزم (Horezm / حوْرزم)
    - خیوه‌چی‌اوی (Hywaçyoý / حیٛواچیٛ‌اوْی)
    - قزل‌یر (Gyzylýer / قیٛزیٛل‌یر)
    - قوم‌لی (Gumly / قوُم‌لیٛ)
    - کوچریاپ (Köçerýap / کؤچریاپ)

  - آق‌یول (Akýol  / آق‌یوْل)
    - ایمیراوبه (Eýmiroba / ایمیراوْبا)
    - بالته‌قاچان (Paltagaçan / پالتاقاچان)
    - تازه (Täze / تأزه)
    - زمان (Zaman / زامان)
    - لبی‌یاپ(Lebiýap / لبی‌یاپ)

  - پخته‌چی (Pagtaçy / پاغتاچیٛ)
    - بختیارلیق (Bagtyýarlyk / باغتیٛیارلیٛق)
    - بیرلشیک (Birleşik / بیرلشیک)
    - پخته‌چی (Pagtaçy / پاغتاچیٛ)
    - قاتی‌آقار (Gatyakar / قاتیٛ‌آقار)
    - قره‌ترنگ (Garatereň / قاراترنگ)
    - کنجدلی‌اوی (Künjilioý / کوٚنجیلی‌اوْی)

  - تازه‌گویچ (Täzegüýç / تأزه‌گوٚیچ)
    - آق‌قوم (Akgum / آق‌قوُم)
    - بویره‌چی (Boýraçy / بوْیراچیٛ)
    - تازه‌گویچ (Täzegüýç / تأزه‌گوٚیچ)
    - قوملی‌قلعه (Gumlygala / قوُملیٛ‌قالا)
    - قره‌بلم‌یاپ (Garabelemýap / قارابلم‌یاپ)
    - وکیل‌اوی (Wekiloý / وکیل‌اوْی)

  - تازه‌یاپ (Täzeýap / تأزه‌یاپ)
    - ‌ آق‌باشلی (Akbaşly / آق‌باشلیٛ)
    - اوشاق‌یاپ (Uşakýap / اوُشاق‌یاپ)
    - تازه‌یاپ (Täzeýap / تأزه‌یاپ)

  - تازه‌یول (Täzeýol / تأزه‌یوْل)
    - تازه‌یول (Täzeýol / تأزه‌یوْل)
    - چیلتر (Çilter / چیلتر)
    - قاراش‌سیزلیق (Garaşsyzlyk / قاراش‌سیٛزلیٛق)
    - قامشلی‌اوی (Gamyşlyoý / قامیٛشلیٛ‌اوْی)
    - قزاق‌یر (Gazakýer / قازاق‌یر)

  - حقیقت (Hakykat / حاقیٛقات)
    - ترکمنستان (Türkmenistan / توٚرکمنیستان)
    - توقلی‌اوی (Toklyoý / توْقلیٛ‌اوْی)
    - حقیقت (Hakykat / حاقیٛقات)
    - خواجه‌اوی (Hojaoý / حوْجااوْی)

  - دریالیق (Derýalyk / دریالیٛق)
    - آق‌تام (Aktam / آق‌تام)
    - آناقره (Annagara / آناقارا)
    - دریالیق (Derýalyk / دریالیٛق)
    - ‌ قرق‌قیزاوی (Kyrkgyzoý / قیٛرق‌قیٛزاوْی)
    - واس یکم (Birinji Was / بیرینجی واس)

  - قالقینیش (Galkynyş / قالقیٛنیٛش) 
    - جگردکلی (Jigirdekli / جیگیردکلی)
    - قالقینیش (Galkynyş / قالقیٛنیٛش)
    - قوچغارکوپری (Goçgarköpri / قوْچغارکؤپری)
    - قویان‌آغیز (Guýanagyz / قوُیان‌آغیٛز)

  - ‌ قرق‌قیز (Kyrkgyz / قیٛرق‌قیٛز)
    - قالپاق‌یاران (Galpakýaran / قالپاق‌یاران)
    - ‌ قرق‌قیز (Kyrkgyz / قیٛرق‌قیٛز)
    - قره‌اوی (Garaoý / قازا‌اوْی)
    - قلاچ‌یاپ (Gulaçýap / قوُلاچ‌یاپ)

  - مسلحت (Maslahat / ماسلاحات)
    - بوئین‌لی (Buýanly / بوْیوُن‌لیٛ)
    - دهقان‌بیرلشلیک (Daýhanbirleşik / دایحان‌بیرلشلیک)
    - ‌ سرای‌گول (Saraýgöl / سارای‌گؤل)
    - مسلحت (Maslahat / ماسلاحات)
    - مسلحت‌تپه (Maslahatdepe/ ماسلاحات‌دپه)

  - ‌ وطن (Watan / واطان)
    - آق‌تاقیر (Aktakyr / آق‌تاقیٛر)
    - تنگه‌لی‌اوی (Teňňelioý / تنگّه‌لی‌اوْی)
    - چتی‌لی‌اوی (Çetilioý / چتی‌لی‌اوْی)
    - دولت‌لی (Döwletli / دؤولت‌لی)
    - واس دوم (Ikinji Was / ایکینجی واس)
    - ‌ وطن (Watan / واطان)